# Ekuphumleni
Ekuphumleni is een plaats in de Zuid-Afrikaanse provincie Oost-Kaap.
Ekuphumleni telt ongeveer 23.000 inwoners.